# NGC 3739
NGC 3739 est une vaste galaxie spirale relativement éloignée et située dans la constellation du Lion. NGC 3739 a été découverte par l'astronome russo-américain Otto Struve en 1869.

## Caractéristiques
La classe de luminosité de NGC 3739 est II-III et elle présente une large raie HI.

### Distance
Sa vitesse par rapport au fond diffus cosmologique est de 9 916 ± 22 km/s, ce qui correspond à une distance de Hubble de 146 ± 10 Mpc (∼476 millions d'al).
À ce jour, quatre mesures non basées sur le décalage vers le rouge (redshift) donnent une distance de 134,250 ± 16,358 Mpc (∼438 millions d'al), ce qui est à l'intérieur des valeurs de la distance de Hubble. Notons cependant que c'est avec la valeur moyenne des mesures indépendantes, lorsqu'elles existent, que la base de données NASA/IPAC calcule le diamètre d'une galaxie et qu'en conséquence le diamètre de NGC 3739 pourrait être d'environ 62,3 kpc (∼203 000 al) si on utilisait la distance de Hubble pour le calculer.